# Bory
Bory és un poble i municipi d'Eslovàquia que es troba a la regió de Nitra, al sud-oest del país.

## Història
La primera menció escrita de la vila es remunta al 1135. El poble pertanyia a la família noble Bory de Bori és Borfői, d'on li dona el nom.

## Demografia
| Godina             | 1994 | 2004   | 2014   | 2024   |
| ------------------ | ---- | ------ | ------ | ------ |
| Nombre de persones | 326  | 324    | 316    | 307    |
| Diferència         |      | −0,61% | −2,46% | −2,84% |

| Godina             | 2023 | 2024   |
| ------------------ | ---- | ------ |
| Nombre de persones | 315  | 307    |
| Diferència         |      | −2,53% |